# Communauté des maîtres peintres et sculpteurs de Paris
Die Communauté des maîtres peintres et sculpteurs de Paris (Gemeinschaft der Maler- und Bildhauermeister von Paris), kurz maîtrise genannt, wurde im Jahr 1391 unter der Bezeichnung Communauté des maistres de l’art de peinture et sculpture, graveurs et enluminers de ceste ville et faubourgs de Paris in Paris gegründet. Am 12. August 1391 bestätigte der Prévôt de Paris Jean de Folleville ihre Statuten, die in den folgenden Jahrhunderten mehrmals erneuert wurden (24. Mai 1558, 5. Januar 1583, 16. Januar 1619, 1622), bevor die Gemeinschaft im Februar 1776 – gleichzeitig mit anderen zunftartig organisierten Gemeinschaften und Gilden – auf königlichen Befehl aufgelöst wurde.
Mitglieder waren neben Malern, Bildhauern, Graveuren und Buchmalern, die ihr métier als Handwerk betrachteten, auch Kunsthandwerker im neuzeitlichen Sinne und Kunsthändler. Etwa einhundert Jahre vor der Gründung der Gemeinschaft waren laut dem Steuerregister registre de la taille von 1292 insgesamt 33 Maler in Paris registriert, im Jahr 1627 waren 275 Meister in der maîtrise organisiert, im Jahr 1697 waren es 552. Ihre Zahl stieg bis zum Jahr 1764 auf 1140 an.
Erklärte Hauptziele waren die Qualitätskontrolle der verwendeten Materialien und Farben sowie der gefertigten Werke und die Absicherung ihrer Mitglieder durch den Ausschluss außenstehender Konkurrenten. Insbesondere verbot sie die Einfuhr von jenseits der Landesgrenzen gefertigten Werken. Die Statuten von 1619 untersagten explizit jeglicher Person, unabhängig von ihrem Gewerbe oder Stand, außerhalb der im Klosterbezirk der Abtei Saint-Germain-des-Prés abgehaltenen Foire Saint-Germain und anderer in Paris und ihrer Umgebung stattfindender Jahrmärkte, Gemälde aus dem Ausland einzuführen.
Die Künstlervereinigung unterhielt eine eigene Kunstschule in Paris, die Académie de Saint-Luc. Der Drang, aus dem Gildenzwang auszubrechen und die damit verbundene Besteuerung zu umgehen, veranlasste mehrere Maler, darunter Charles Le Brun (1619–1690), die Unterstützung der Königinmutter und Regentin Anna von Österreich und des Mitregenten Mazarins zu suchen, um die Gründung der Académie royale de peinture et de sculpture zu betreiben, welche am 1. Februar 1648 durchgesetzt wurde. Diese brach die strengen Gesetze der Communauté des maîtres und unterwanderte ihren Einfluss bis zu ihrer Auflösung im Jahr 1776.